# 그녀의 선택
《그녀의 선택》은 1999년 5월 24일부터 같은 해 10월 9일까지 방영되었던 SBS 아침연속극으로, 갈등 및및 좌절 속에서 최선을 선택해 나가는 한 여자의 인생을 조명하였다.
한편, 이 작품은 통속 멜로물의 구태의연한 공식에서 벗어나지 못했으며 이 과정에서 99년 한국여성단체연합에서 선정한 '올해의 평등방송 걸림돌'에 선정되는 불명예를 안았다.

## 출연
- 강문영(김연희)
- 이진우(최형민)
- 김혜리(여희수)
- 안정훈(이승국)
- 이효정(나강석)
- 정동환(김철구)
- 윤미라(연희 어머니)
- 정영숙(승국 어머니)
- 이재포(장봉남)
- 이경화(미란)
- 나영희(양자경)
- 남일우(이승국 부)
- 서권순(여희수 모)
- 공형진
- 최준용(민달중)
- 방경림, 맹호림, 김영애, 윤예희, 이석, 이상아, 김선화, 금보라, 남정희, 홍성숙, 박영지, 김희정, 김미희, 김명민, 박종설, 원기준, 민경조, 이진아, 이승형, 소지섭, 신주리, 채림, 최성준, 박형준, 김찬우, 박소현, 김홍표, 권도경, 윤기원, 이한갈, 성창훈, 김수연, 이상은, 임채연, 장은비, 송지은, 송희아, 편일태, 이은희, 조선주, 양은용, 이상훈, 최성호, 김영철, 고미영, 김주혁, 조권탁, 박미영, 박윤현, 황정미

### 그 외 인물
- 이덕화, 양희경, 박광정, 정혜선, 전원주, 양금석, 김홍석, 최종환, 문창길, 손민우, 신은정, 신현숙, 라재웅, 황미선, 정욱, 김민조, 김소원, 변소정, 박은혜, 안경용, 노희지, 최우혁

### 특별출연
- 권혁종, 권민중, 김희선, 김석훈, 김상중, 김지영, 김소연